# Stolnica v Portu
Stolnica v Portu (portugalsko Sé do Porto) je rimskokatoliška cerkev v zgodovinskem središču mesta Porto na Portugalskem. Je eden najstarejših spomenikov mesta in eden najpomembnejših lokalnih romanskih spomenikov. Stoji na hribu v starem mestnem jedru, ki je od leta 1996 vpisano na Unescov seznam svetovne dediščine.

## Pregled
Mesto je bilo sedež škofije od prevlade Svebov v 5. do 6. stoletju. Predromanska cerkev je omenjena vDe Expugnatione Lyxbonensi kot še vedno ohranjena leta 1147, tako da so sedanjo stavbo začeli graditi v drugi polovici 12. stoletja in so se dela nadaljevala do 16. stoletja. V 18. stoletju so bili veliki baročni dodatki, nadaljnje spremembe pa so bile izvedene v 20. stoletju.
Stolnico obdajata dva kvadratna stolpa, vsak podprt z dvema opornikoma in okronan s kupolo. Fasada je neokrašena in je arhitekturno precej heterogena. Prikazuje baročno verando in čudovito romansko rozeto pod nazobčanim lokom, ki daje vtis utrjene cerkve.
Romanska ladja je precej ozka in pokrita s banjastimi oboki. Dve stranski ladji sta nižji in obokani. Kamnita streha glavne ladje je podprta z zunanjimi oporniki, zaradi česar je stavba ena prvih na Portugalskem, ki uporablja to arhitekturno značilnost.
Ta prva romanska stavba je bila veliko predelana, vendar je splošna podoba fasade ostala romanska.
Okoli leta 1333 je bila dodana gotska pogrebna kapela João Gordo. João je bil vitez hospitalec, ki je delal za kralja Denisa I. Njegovo grobnico krasijo njegova ležeča figura in reliefi apostolov. Iz obdobja gotike je tudi eleganten križni hodnik, zgrajen med 14. in 15. stoletjem v času vladavine kralja Ivana I., ki se je leta 1387 v stolnici v Portu poročil z angleško princeso Philippo Lancastrsko.
Zunanja podoba stolnice je bila v času baroka močno spremenjena. Leta 1772 je novi glavni portal nadomestil stari romanski izvirnik, stolpne kupole pa so bile spremenjene. Leta 1736 je italijanski arhitekt Nicolau Nasoni stranski fasadi stolnice dodal elegantno baročno ložo. Med vojno oranžnih, medtem ko je potekala bitka pri Amaranteju, je skupina španskih vojakov za kratek čas prevzela nadzor nad stolnicoo, preden so jih premagali domačini mesta. Marmorna plošča s podlago iz magnetita zdaj visi za oltarjem, da bi vse spominjala na tiste, ki so umrli, medtem ko so ponovno prevzeli nadzor nad kapelo. Podloga iz magnetita je bila izbrana, da bi tiste, ki se potujejo v bližini stolnicee, opomnila, tako da je posegala v smer, v katero kaže njihov kompas.
V času baroka je bila spremenjena tudi notranjost. V eni od kapel je veličasten srebrn oltarni nastavek, ki so jo v drugi polovici 17. stoletja zgradili portugalski umetniki. Tudi v 17. stoletju so podrli romansko apsido (ki je imela ambulatorij) in zgradili novo v baročnem slogu, kasneje okrašeno z novimi Nasonijevimi stenskimi poslikavami in kornimi klopmi. Oltarna slika kapele, ki jo je zasnoval Santos Pacheco in izdelal Miguel Francisco da Silva med letoma 1727 in 1729, je pomembno delo portugalskega baroka.
Trije kropilniki svete vode iz rdečega marmorja, ki jih podpira kip, so iz 17. stoletja. V krstilnici je bronasti relief Antónia Teixeira Lopesa, ki prikazuje Kristusov krst Janeza Krstnika.
Južni krak transepta omogoča dostop do gotskega križnega hodnika, ki ga je Valentim de Almeida (med 1729 in 1731) okrasil z baročnimi azuleji. Upodabljajo nekaj prizorov iz Visoke pesmi. Ostanki zgodnjeromanskega ambulatorija vsebujejo nekaj sarkofagov. Terasa je okrašena s ploščami iz ploščic Antónia Vidala. Kasetiran strop kapitlja je Pachini leta 1737 poslikal z alegorijami moralnih vrednot.
- Stolnica v Portu leta 1899, avtor Alfredo Roque Gameiro
- Oltarni prostor, Sé do Porto
- Baročna loža do stranske fasade
- Gotski križni hodniki katedrale
- Mural azulejo in gotski elementi